# 樓花

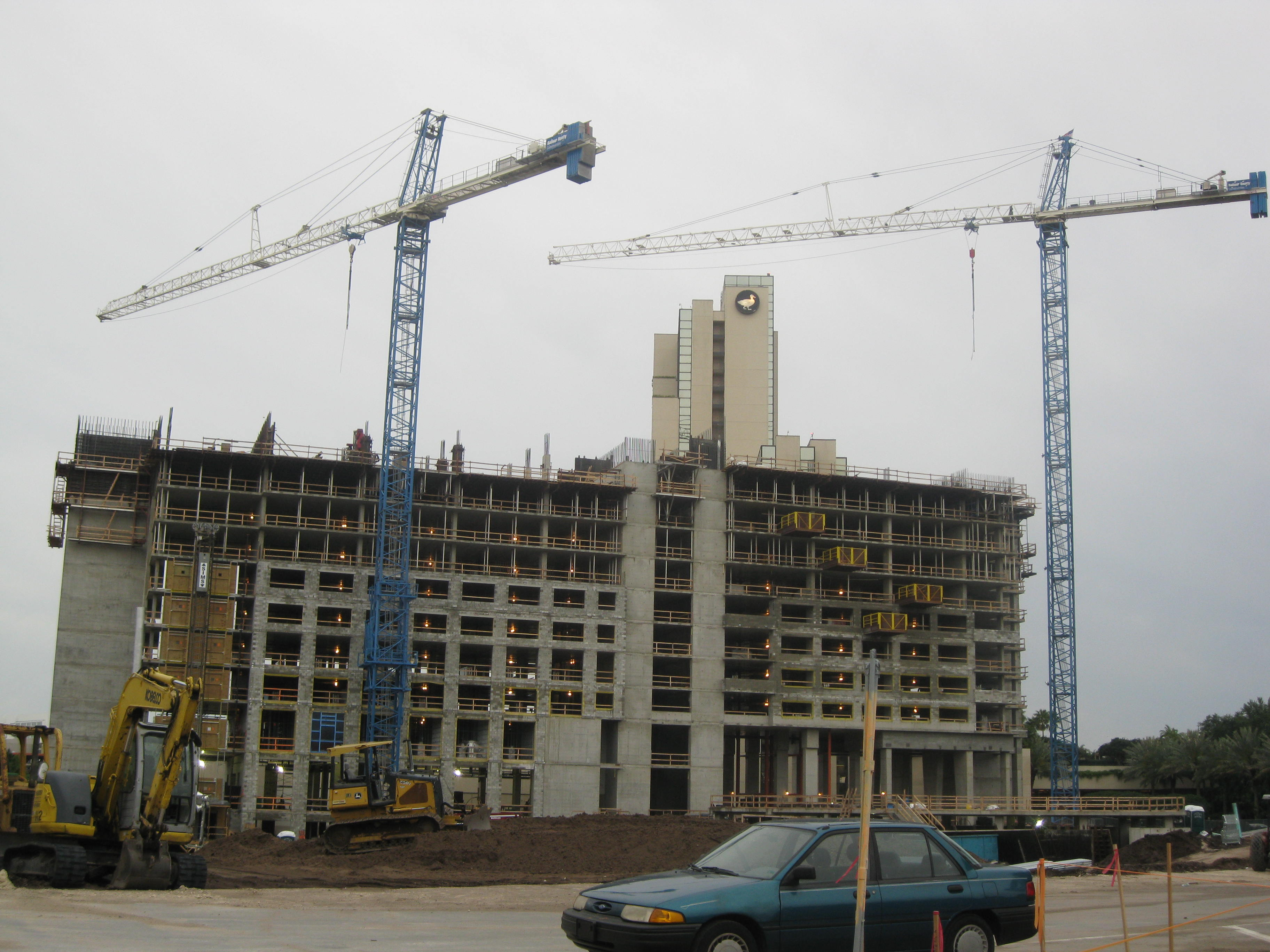
樓花

樓花，為地產物業市場的名詞，是一種投資工具不動產期貨，指预售的尚未完成的地產發展項目。房屋预售许可证则俗称楼花。
在中国大陆，期房阶段开始于开发商取得商品房预售许可证。当建筑完工，开发商在当地房屋管理部门完成房屋所有权初始登记并获得房地产权证（大产证）之后，房屋即成为现房。这一售卖期房的模式在中国大陆被称为预售制。
在香港，該地產項目如果還未有政府當局發出的入伙紙，也定義為樓花。
地產發展項目以樓花方式發售，對地產發展商最有利，在現金流方面而言，先收錢，一年半載之後才交貨。 在物業買家方面，投資風險是最高，因為有「隔山買牛」的現象，除了有現金流、銀行按揭、利息等風險之外，還有例如發展商的誠信、當地法律對投資者的保護、爛尾樓及縮水樓等潛在風險。

## 起源
以往房屋是先建後售。1953年底，由霍英東在香港油麻地公眾四方街（今眾坊街）新樓建案時，首創動工興建前先交訂金、分期付款方式售屋，有如開花（付錢）結果（建成），稱作「賣樓花」。
臺灣則是1960年代後期開始以「預售屋」手法銷售房屋。

## 預售屋優點
- 簽訂後，頭期款可以分階段付款，不需要一次準備大量資金。
- 房屋全新完工。
- 樓層或房型選擇較多。
- 可以依照需求客製化變更。
- 期房在预售时比完工后现房价格更低。

## 延展閱讀
- 1954年香港賣樓花引內地仿效　網民熱議「香港為何沒有爛尾樓？